# Факултет за менаџмент у спорту Алфа БК универзитета
Факултет за менаџмент у спорту Алфа БК универзитета је један од шест факултета овог универзитета, основаног 1993. године, и налази се на адреси ул. Палмира Тољатија 3, ГО Нови Београд.
Студијски програм основних академских студија Менаџмента у спорту траје четири године (8 семестара), припада пољу друштвено-хуманистичких наука, а научна област је Менаџмент у спорту. Након завршетка студија стиче се звање дипломирани менаџер. Сврха овог програма је опште образовање дипломираних менаџера које омогућава способност за практичан рад у различитим областима спорта, спортским клубовима, савезима и организацијама.
Студијски мастер програм траје једну годину (2 семестра) а чине га обавезни и изборни предмети. Обавезни предмети су: Менаџмент у савременом спорту, Безбедност у спорту, Стратегијски маркетинг у спорту, Олимпијске вредности, Методологија научног истраживања и Студијски истраживачки рад, а обезбеђују стицање неопходних знања и вештина у овој области. Изборни предмети су: Управљање пројектима у спорту, Спорт посебних група и Предузетнички менаџмент и обрађују садржаје који ближе одговарају интересовањима и способностима студената појединачно. Након завршетка Мастер академских студија студијског програма Менаџмент у спорту, стиче се академски назив мастер менаџер.
Факултет за менаџмент у спорту издаје часопис „Менаџмент у спорту“ који представља важан ресурс за академску заједницу, истраживаче и професионалце који се баве спортом, менаџментом и повезаним дисциплинама. Објављује најсавременија истраживања, студије случаја и анализе, које доприносе разумевању савремених изазова у управљању спортом и развоју ове области.